# Биланс медаља на Летњим олимпијским играма 2004.
Ово је списак националних олимпијских комитета рангираних по броју освојених медаља током Летњих олимпијских игара 2004. одржаних у Атини, (Грчка) од 13. до 29. августа. Учествовало је укупно 10.625 спортиста из 201 земље, Такмичило се у 301 дисциплини у 28 спортова. Кирибати и Источни Тимор такмичили су се први пут на овим Олимпијским играма.
Спортисти из 74 земље освојили су најмање једну медаљу, остављајући 127 земаља без медаље. САД освојиле су највише златних медаља (35), највише сребрне медаље (40) и највише медаља укупна (101). Кина је друга на табели МОК (иако је трећа у смислу укупног броја медаља), што је њен најбољи успех до Олимпијских игара у Пекингу 2008. Русија је трећа, (друга по укупном броју медаља), а освојила је и навећи број бронзаних медаља (38). Домаћин Грчка завршила је као 15. са шест златних, шест сребрних и четири бронзане медаље, што јој је најбољи пласман после 1. Игара 1896. где је такође била домаћин.
Уједињени Арапски Емирати, Парагвај и Еритреја освојили су своје прве олимпијске медаље. Израел, Чиле, Доминиканска Република, Грузија, Кинески Тајпеј (Тајван) и Уједињени Арапски Емирати освојили су своје прве олимпијске златне медаље.

## Биланс медаља
Рангирање се врши према броју златних медаља. Уколико две земље имају исти број златних медаља гледа се број сребрних, а потом број бронзаних медаља. Ако и после тога земље имају исти резултат оне заузимају исто место, а ређају се по абецедном реду. Ово рангирање је у складу са правилима МОК-а.
У боксу и џуду, додељиване су по две бронзане медаље у свакој категорији, тако да је укупан број бронзаних медаља већи од укупног броја златних и сребрних медаља.
| Медаље земље домаћина |

| Поз.            | Земље                     |     |     |     |     |
|                 |                           |     |     |     |     |
| 1               | Сједињене Америчке Државе | 36  | 39  | 26  | 101 |
| 2               | Кина                      | 32  | 17  | 14  | 63  |
| 3               | Русија                    | 28  | 26  | 36  | 90  |
| 4               | Аустралија                | 17  | 16  | 17  | 50  |
| 5               | Јапан                     | 16  | 9   | 12  | 37  |
| 6               | Немачка                   | 13  | 16  | 20  | 49  |
| 7               | Француска                 | 11  | 9   | 13  | 33  |
| 8               | Италија                   | 10  | 11  | 11  | 32  |
| 9               | Јужна Кореја              | 9   | 12  | 9   | 30  |
| 10              | Уједињено Краљевство      | 9   | 9   | 12  | 30  |
| 11              | Куба                      | 9   | 7   | 11  | 27  |
| 12              | Мађарска                  | 8   | 6   | 3   | 17  |
| 13              | Украјина                  | 8   | 5   | 9   | 22  |
| 14              | Румунија                  | 8   | 5   | 6   | 19  |
| 15              | Грчка                     | 6   | 6   | 4   | 16  |
| 16              | Бразил                    | 5   | 2   | 3   | 10  |
| 17              | Норвешка                  | 5   | 0   | 1   | 6   |
| 18              | Холандија                 | 4   | 9   | 9   | 22  |
| 19              | Шведска                   | 4   | 2   | 1   | 7   |
| 20              | Шпанија                   | 3   | 11  | 6   | 20  |
| 21              | Канада                    | 3   | 6   | 3   | 12  |
| 22              | Турска                    | 3   | 3   | 5   | 11  |
| 23              | Пољска                    | 3   | 2   | 5   | 10  |
| 24              | Нови Зеланд               | 3   | 2   | 0   | 5   |
| 25              | Тајланд                   | 3   | 1   | 4   | 8   |
| 26              | Белорусија                | 2   | 5   | 6   | 13  |
| 27              | Аустрија                  | 2   | 4   | 1   | 7   |
| 28              | Етиопија                  | 2   | 3   | 2   | 7   |
| 29              | Иран                      | 2   | 2   | 2   | 6   |
| 29              | Словачка                  | 2   | 2   | 2   | 6   |
| 31              | Кинески Тајпеј            | 2   | 2   | 1   | 5   |
| 32              | Грузија                   | 2   | 2   | 0   | 4   |
| 33              | Бугарска                  | 2   | 1   | 9   | 12  |
| 34              | Данска                    | 2   | 1   | 5   | 8   |
| 35              | Јамајка                   | 2   | 1   | 2   | 5   |
| 36              | Узбекистан                | 2   | 1   | 2   | 5   |
| 37              | Мароко                    | 2   | 1   | 0   | 3   |
| 38              | Аргентина                 | 2   | 0   | 4   | 6   |
| 39              | Чиле                      | 2   | 0   | 1   | 3   |
| 40              | Казахстан                 | 1   | 4   | 3   | 8   |
| 41              | Кенија                    | 1   | 4   | 2   | 7   |
| 42              | Чешка                     | 1   | 3   | 5   | 9   |
| 43              | Јужноафричка Република    | 1   | 3   | 2   | 6   |
| 44              | Хрватска                  | 1   | 2   | 2   | 5   |
| 45              | Литванија                 | 1   | 2   | 0   | 3   |
| 46              | Египат                    | 1   | 1   | 3   | 5   |
| 46              | Швајцарска                | 1   | 1   | 3   | 5   |
| 48              | Индонезија                | 1   | 1   | 2   | 4   |
| 49              | Зимбабве                  | 1   | 1   | 1   | 3   |
| 50              | Азербејџан                | 1   | 0   | 4   | 5   |
| 51              | Белгија                   | 1   | 0   | 2   | 3   |
| 52              | Бахаме                    | 1   | 0   | 1   | 2   |
| 52              | Израел                    | 1   | 0   | 1   | 2   |
| 54              | Камерун                   | 1   | 0   | 0   | 1   |
| 54              | Доминиканска Република    | 1   | 0   | 0   | 1   |
| 54              | Уједињени Арапски Емирати | 1   | 0   | 0   | 1   |
| 57              | Северна Кореја            | 0   | 4   | 1   | 5   |
| 58              | Летонија                  | 0   | 4   | 0   | 4   |
| 59              | Мексико                   | 0   | 3   | 1   | 4   |
| 60              | Португалија               | 0   | 2   | 1   | 3   |
| 61              | Финска                    | 0   | 2   | 0   | 2   |
| 61              | Србија и Црна Гора        | 0   | 2   | 0   | 2   |
| 63              | Словенија                 | 0   | 1   | 3   | 4   |
| 64              | Естонија                  | 0   | 1   | 2   | 3   |
| 65              | Хонгконг                  | 0   | 1   | 0   | 1   |
| 65              | Индија                    | 0   | 1   | 0   | 1   |
| 65              | Парагвај                  | 0   | 1   | 0   | 1   |
| 68              | Колумбија                 | 0   | 0   | 2   | 2   |
| 68              | Нигерија                  | 0   | 0   | 2   | 2   |
| 68              | Венецуела                 | 0   | 0   | 2   | 2   |
| 71              | Еритреја                  | 0   | 0   | 1   | 1   |
| 71              | Монголија                 | 0   | 0   | 1   | 1   |
| 71              | Сирија                    | 0   | 0   | 1   | 1   |
| 71              | Тринидад и Тобаго         | 0   | 0   | 1   | 1   |
| Укупно (74 НОК) | Укупно (74 НОК)           | 301 | 300 | 326 | 927 |

## Промене у билансу медаља
У периоду после завршениних игара до 2013. извршене су многе измене у овој табели збод дисквалификација појединих освајача медаља због допинга.
- Грчки дизач тегова Леонидас Сабанис био је први који је изгубио своју бронзану медаљу у дисциплини до 62 кг у мушкој конкуренцији, а четврти Израел Хосе Рубио из Венецуеле примио је бронзану медаљу.
- Руска атлетичарка Ирина Коржаненко изгубила је златну медаљу бацању кугле за жене, а Куба Јумилејди Кумба је постала олимпијска победница, Немица Надин Клеинерт приема сребрну, а Светлана Кривељова из Русије бронзану медаљу.[4]
- Мађару Роберту Фазекашу одузета је златна медаља у бацању диска, која је додељена Виргилијусу Алекни из Литваније, сребрна медаља Золтану Ковагу из Мађарске, а бронзану медаља добио је Александер Тамерт из Естоније.[5]
- Адријану Анушу, такође из Мађарске, одузета је златна медаља и титула олимпијског победника у бацању кладива, коју је добио Коџи Мурофуши из Јапана, Иван Тихон из Белорусије освојио је сребрну, а Ешреф Апак из Турске бронзану медаљу.
- у екипном такмичењу прскакања препона у коњичком спорту немачки такмичар Лудгер Бербаум је дисквалификован, јер је његов коњ бионакон његовог коња Голдфевер тестиран позитивно за недозвољене супсдтанце бетаметазон.[6] па је екипа немачке изгубила злато који је досељено америчком тиму: Крис Каплер, Beezie Madden, Маклен Ворд и Питер Вајлд, а сребрни је био шведски тим: Педер Федриксон, Ролф-Горан Бенгтссон, Петер Ериксон, и Малин Баријард-Јохансон.[7] Немачки тим Кристијан Алман, Марко Кучер и Ото Бекер задржао је медаљу, али бронзану, јер су имали трећи резултат и после дисквалификације Бербаума.[8]
- Ирски јахач Кијан О’Конор остао је без златне медаље у прескакању препона у појединачној конкуренцији, због допинга његовог коња, Вотерфорд Кристал, што је резултирало да се златну медаљу добије Родриго Песоа из Бразила, сребрну Крис Каплер из САД, а бронзану Марко Кучер из Немачке.[9]
- Амерички бициклиста Тајлер Хамилтон у дисциплини хронометар за мушкарце признао је да се дрогирао током Олимпијских игара. Његова златна медаља добио је Вјатчеслав Екимов из Русије, Боби Џулич из САД награђен је сребрном, а аустаралијски бициклиста Мајкл Роџерс бронзаном медаљом.[10]

| Списак промена у билансу медаља | Списак промена у билансу медаља | Списак промена у билансу медаља | Списак промена у билансу медаља | Списак промена у билансу медаља | Списак промена у билансу медаља | Списак промена у билансу медаља | Списак промена у билансу медаља |
| Датум                           | Спорт                           | дисциплина                      | Земља                           | Злато                           | Сребро                          | Бронза                          | Укупно                          |
| ------------------------------- | ------------------------------- | ------------------------------- | ------------------------------- | ------------------------------- | ------------------------------- | ------------------------------- | ------------------------------- |
| 3. децембар 2004.               | Коњички спорт                   | прескакање препона екипно       | Немачка                         | –1                              |                                 | +1                              |                                 |
| 3. децембар 2004.               | Коњички спорт                   | прескакање препона екипно       | Сједињене Америчке Државе       | +1                              | –1                              |                                 |                                 |
| 3. децембар 2004.               | Коњички спорт                   | прескакање препона екипно       | Шведска                         |                                 | +1                              | –1                              |                                 |
| 27. март 2005.                  | Коњички спорт                   | прескакање препона појединачно  | Ирска                           | –1                              |                                 |                                 | –1                              |
| 27. март 2005.                  | Коњички спорт                   | прескакање препона појединачно  | Бразил                          | +1                              | –1                              |                                 |                                 |
| 27. март 2005.                  | Коњички спорт                   | прескакање препона појединачно  | Сједињене Америчке Државе       |                                 | +1                              | –1                              |                                 |
| 27. март 2005.                  | Коњички спорт                   | прескакање препона појединачно  | Немачка                         |                                 |                                 | +1                              | +1                              |
| 10. август 2012.                | Бициклизам                      | друмска трка                    | Сједињене Америчке Државе       | –1                              | +1                              | –1                              | –1                              |
| 10. август 2012.                | Бициклизам                      | друмска трка                    | Русија                          | +1                              | –1                              |                                 |                                 |
| 10. август 2012.                | Бициклизам                      | друмска трка                    | Аустралија                      |                                 |                                 | +1                              | +1                              |
| 5. децембар 2012.               | Атлетика                        | Бацање кладива                  | Белорусија                      |                                 | –1                              |                                 | –1                              |
| 5. децембар 2012.               | Атлетика                        | Бацање кугле                    | Русија                          |                                 |                                 | –1                              | –1                              |
| 5. март 2013.                   | Атлетика                        | Бацање кугле                    | Украјина                        | –1                              |                                 |                                 | –1                              |
| 5. март 2013.                   | Атлетика                        | Бацање кугле                    | Сједињене Америчке Државе       | +1                              | –1                              |                                 |                                 |
| 5. март 2013.                   | Атлетика                        | Бацање кугле                    | Данска                          |                                 | +1                              | –1                              |                                 |
| 5. март 2013.                   | Атлетика                        | Бацање кугле                    | Шпанија                         |                                 |                                 | +1                              | +1                              |
| 30. мај 2013.                   | Атлетика                        | Бацање диска                    | Белорусија                      |                                 |                                 | –1                              | –1                              |
| 30. мај 2013.                   | Атлетика                        | Бацање диска                    | Чешка                           |                                 |                                 | +1                              | +1                              |
| 30. мај 2013.                   | Дизање тегова                   | -77 кг                          | Русија                          |                                 |                                 | –1                              | –1                              |
| 30. мај 2013.                   | Дизање тегова                   | -77 кг                          | Турска                          |                                 |                                 | +1                              | +1                              |

## Спортисти са највише освојених медаља на ЛОИ 2004.
У следећој табели налазе се спотисти који су освојили више од 2 олимпијске медаље.
| Поз. | Спортиста               | Земља            | Спорт      |   |   |   |   |
| 1.   | Мајкл Фелпс             | Сједињене Државе | пливање    | 6 | 0 | 2 | 8 |
| 2.   | Натали Коглин           | Сједињене Државе | пливање    | 2 | 2 | 1 | 5 |
| 3.   | Петрија Томас           | Аустралија       | пливање    | 3 | 1 | 0 | 4 |
| 4.   | Ијан Торп               | Аустралија       | пливање    | 2 | 1 | 1 | 4 |
| 5.   | Инге де Бројн           | Холандија        | пливање    | 1 | 1 | 2 | 4 |
| 6.   | Арон Пирсол             | Сједињене Државе | пливање    | 3 | 0 | 0 | 3 |
| 7    | Џоди Хенри              | Аустралија       | пливање    | 3 | 0 | 0 | 3 |
| 8.   | Каталина Понор          | Румунија         | пливање    | 3 | 0 | 0 | 3 |
| 9.   | Вероника Кембел         | Јамајка          | атлетика   | 2 | 0 | 1 | 3 |
| 10.  | Косуке Китајама         | Јапан            | пливање    | 2 | 0 | 1 | 3 |
| 11.  | Питер ван дер Хогенбанд | Холандија        | пливање    | 1 | 2 | 0 | 3 |
| 12.  | Аманда Берд             | Сједињене Државе | пливање    | 1 | 2 | 0 | 3 |
| 13.  | Пол Хам                 | Сједињене Државе | гимнастика | 1 | 2 | 0 | 3 |
| 14.  | Грант Хакет             | Аустралија       | пливање    | 1 | 0 | 2 | 3 |
| 15.  | Отилија Једжејчак       | Пољска           | пливање    | 1 | 0 | 2 | 3 |
| 16.  | Карли Патерсон          | Сједињене Државе | гимнастика | 1 | 0 | 2 | 3 |
| 17.  | Бредли Вигинс           | Сједињене Државе | пливање    | 1 | 1 | 1 | 3 |
| 18.  | Лајзел Џоунс            | Аустралија       | пливање    | 1 | 1 | 1 | 3 |
| 19.  | Roland Schoeman         | Јужна Африка     | пливање    | 1 | 1 | 1 | 3 |
| 20.  | Ијан Крокер             | Сједињене Државе | пливање    | 1 | 1 | 1 | 3 |
| 21.  | Кејтлин Сандено         | Сједињене Државе | пливање    | 1 | 1 | 1 | 3 |
| 22.  | Керсти Ковентри         | Зимбабве         | пливање    | 1 | 1 | 1 | 3 |
| 23.  | Брендан Хансен          | Сједињене Државе | пливање    | 1 | 1 | 1 | 3 |
| 24.  | Лор Маноду              | Француска        | пливање    | 1 | 1 | 1 | 3 |
| 25.  | Џастин Гатлин           | Сједињене Државе | атлетика   | 1 | 1 | 1 | 3 |
| 26.  | Маријан Драгулеску      | Румунија         | гимнастика | 0 | 1 | 2 | 3 |
| 27.  | Antje Buschschulte      | Немачка          | пливање    | 0 | 0 | 3 | 3 |

## Rеференце
1. 1 2 3  „Athens 2004”. International Olympic Committee. Архивирано из оригинала 24. 3. 2010. г. Приступљено 09. 3. 2010.
2. ↑  Associated Press (25. 8. 2004). „Windsurfer wins Israel's first gold”. ESPN. Приступљено 12. 5. 2015.
3. ↑  Greece's Sampanis Tests Positive for Drugs
4. ↑  Press, Associated (23. 8. 004). „Ancient Olympia's First Female Winner Stripped of Medal”. USA Today. Приступљено 05. 5. 2008.
5. ↑  Discus champion thrown out of Games after doping breach
6. ↑  „Athens 2004: Decision on German Olympic Medication cases”. Fédération Équestre Internationale (FEI). 03. 12. 2004. Архивирано из оригинала 12.12 2015. г. Приступљено 15. 8. 2012. Проверите вредност парамет(а)ра за датум: |archive-date= (помоћ)
7. ↑  „Germany to lose showjumping gold”. BBC Sport. British Broadcasting Corporation (BBC). 08. 1. 2005. Приступљено 15. 12. 2015.
8. ↑  „History of equestrian events at the Games of the XXVIII Olympiad” (PDF). Fédération Équestre Internationale (FEI). Приступљено 15. 12. 2015.
9. ↑  „O'Connor loses Olympic gold medal”. RTÉ. 16. 12. 2015. Приступљено 05. 5. 2008.
10. ↑  „US cyclist Tyler Hamilton stripped of Athens gold for doping”. BBC Sport. 14. 12. 2015. Приступљено 10. 8. 2012.